# Svartvattnet, Västergötland
Svartvattnet är en sjö i Göteborgs kommun i Västergötland och ingår i Göta älvs huvudavrinningsområde. Svartvattnet ligger i Vättlefjäll Natura 2000-område.